# 서경종
서경종(1987년 3월 7일 ~ )은 대한민국의 전직 스타크래프트 프로게이머 출신 사업가이다. 프로게이머로 활동할 당시엔 Shark[gm]라는 아이디를 사용했으며, 종족은 저그였다. 

## 선수 경력
2002년 POS에 입단하며 POS의 초창기 멤버로 활동하기 시작했다. 데뷔 초기에는 당시 최연소 프로게이머로 주목을 받기도 했다. 
박성준식 미네랄 클릭 뮤탈뭉치기가 아닌 뮤탈리스크 11마리와 멀리 떨어져있는 유닛 1마리를 섞어서 쓰는 뮤탈뭉치기의 창시자로, 저그의 뮤탈 운용의 한 획을 그은 선수로 평가받고있다. 하지만 정작 본인은 이 컨트롤을 많이 보여주지 못했고, 팀 동료였던 박성준을 시작으로 박태민, 홍진호, 이제동, 김준영, 조용호 등 다른 저그 선수들이 많이 사용을 하였다. 
2010년, MBC게임의 엘리트 학생복 스쿨리그를 통해 해설자로 데뷔하였다. 이후 한동안 게이머 활동을 거의 하지 않으며 게임방송 프로그램과 해설자 관련 일에 주력하였다. 
2011년 6월 20일 도재욱과의 프로리그 은퇴 경기를 마지막으로 프로게이머 생활을 마무리 했다.

## 은퇴 이후
2012년 2월 1일 MBC게임의 음악 채널 변경으로 인해 게임 중계가 불가능해지게 되었으며 MBC 게임 해설자에서 물러났다.
2012년 4월 3일, 의정부시의 306보충대로 입대하였으며 2014년 1월 2일 전역하였다.
2014년부터 스틸에잇의 CEO로 활동하였다. 2019년, 그리핀 사태가 터진 후 같은 해 12월 27일 잠시 대표이사직에서 물러났다가 2021년에 다시 대표이사로 복귀하였다.

## 수상 경력
- 2004년 KBC 파워게임쇼 스타크래프트 신인왕전 3위
- 2006년 프링글스 MSL 시즌2 16강
- 2007년 다음 스타리그 2007 16강
- 2008년 아레나 MSL 2008 32강
- 2008년 인크루트 스타리그 2008 36강